# Diksnavelbuulbuul
De diksnavelbuulbuul (Hypsipetes crassirostris) is een zangvogel uit de familie Pycnonotidae (buulbuuls).

## Verspreiding
Deze vogel komt voor in het noordoosten van de Seychellen op een aantal eilanden, waaronder het hoofeiland Mahé.

## Status
De grootte van de populatie is niet gekwantificeerd maar de soort wordt omschreven als algemeen. Op de Rode lijst van de IUCN heeft deze soort de status niet bedreigd.